# Tornskogen
Tornskogen este o arie protejată (arie specială de conservare — SAC, sit de importanță comunitară — SCI) din Suedia întinsă pe o suprafață de 25,4 ha, integral pe uscat.

## Localizare
Centrul sitului Tornskogen este situat la coordonatele 59°00′17″N 16°11′12″E / 59.0048°N 16.1867°E.

## Înființare
Situl Tornskogen a fost declarat sit de importanță comunitară în iunie 2001 pentru a proteja un număr necunoscut de specii din flora spontană și fauna sălbatică aflate în arealul zonei. Situl a fost protejat și ca arie specială de conservare în martie 2011.

## Biodiversitate
Situată în ecoregiunea boreală, aria protejată conține 2 habitate naturale: Păduri caducifoliate de mlaștină fino-scandinave, Taiga vestică.
La baza desemnării sitului se află un număr nedeclarat de specii protejate.